# Operacja Overlord
Operacja Overlord – aliancka operacja wojskowa rozpoczęta udaną inwazją na okupowaną przez Niemców Francję 6 czerwca 1944 r. i trwająca do końca sierpnia, która stanowiła początkową fazę działań wojennych na froncie zachodnim II wojny światowej.
Rozpoczęła się lądowaniem w Normandii, największą operacją morsko-desantową w dziejach świata, której celem było przełamanie Wału Atlantyckiego. Po zdobyciu i skonsolidowaniu przyczółków przez aliantów oraz przesunięciu przez Niemców w rejon inwazji posiłków, nastąpił okres względnej równowagi sił i stabilizacji frontu, podczas którego główny punkt ciężkości stanowiły walki o Caen. Nowy etap działań zapoczątkowała przeprowadzona pod koniec lipca Operacja Cobra, w której Amerykanie przełamali front i wyszli na tyły niemieckich armii w Normandii. Kulminacyjny moment kampanii stanowiła sierpniowa bitwa pod Falaise, podczas której znaczna część wojsk hitlerowskich Niemiec została okrążona i rozbita, co umożliwiło aliantom wyjście na linię Sekwany i wyzwolenie Paryża.
Często termin Operacja Overlord jest błędnie utożsamiany z samym tylko lądowaniem wojsk sprzymierzonych na plażach Normandii w dniu 6 czerwca (D-Day). W rzeczywistości obejmowała ona blisko trzymiesięczne działania wojenne toczone na obszarze północno-zachodniej Francji do końca sierpnia 1944 roku.

## Przygotowania
Dzięki rozległym i skutecznym operacjom wojskowym, przeprowadzonym w latach 1939–1942, III Rzeszy udało się opanować większość ówczesnej Europy, w tym znaczne terytoria europejskiej części Związku Radzieckiego. Dlatego też w 1942 roku Józef Stalin zaczął wywierać presję na przywódców państw sprzymierzonych – prezydenta Stanów Zjednoczonych Franklina Delano Roosevelta i brytyjskiego premiera Winstona Churchilla, aby podjęli działania zbrojne w zachodniej Europie. Celem było zmuszenie Niemiec do walki na dwa fronty i tym samym zmniejszenie liczebności wojsk niemieckich na froncie wschodnim, co poprawiłoby sytuację strategiczną ZSRR.
Wielka Brytania zaczęła przygotowywać powrót swoich wojsk do kontynentalnej Europy zaraz po ewakuacji z Dunkierki w roku 1940, a Stany Zjednoczone zaczęły tworzenie swoich oddziałów po wystąpieniu – 12 grudnia 1941 roku – Hitlera, który wypowiedział Ameryce wojnę. Brytyjczycy uważali, że wielka operacja inwazyjna w Europie Zachodniej to przedsięwzięcie niezwykle trudne; w zamian lansowali uderzenie w tzw. „miękkie podbrzusze Europy”, tj. przez Bałkany. Amerykanie chcieli inwazję rozpocząć wcześniej – już w 1943 roku, więc Roosevelt zlecił przygotowanie wstępnych założeń planu gen. Dwightowi Eisenhowerowi, wówczas szefowi pionu planowania Kolegium Połączonych Szefów Sztabów, który w lutym 1942 roku pisał: „Jeśli chcemy, by Rosja nadal brała udział w wojnie, musimy podjąć natychmiastowe i zdecydowane działania”.
Organizacją odpowiedzialną za opracowanie planu było SHAEF pod dowództwem Eisenhowera. Opracowano dwa plany:
- operację Sledgehammer na wypadek osłabienia sił niemieckich (planowaną na rok 1942)
- oraz operację Roundup (1943)

Te dwa plany zostały przedstawione w kwietniu 1942 roku w Londynie brytyjskiemu dowództwu. Operacja Roundup została zaakceptowana, natomiast po dwóch ważnych konferencjach w Waszyngtonie i w Londynie, operacja Sledgehammer została skreślona. Ponadto Brytyjczycy zaoferowali Amerykanom dodatkowy plan operacji Torch, który byłby inwazją na północną Afrykę.
Decyzja o inwazji zapadła w dniach 28 listopada – 1 grudnia 1943 roku na konferencji w Teheranie. Tam właśnie Stalin, Churchill i Roosevelt zdecydowali o inwazji oraz uzgodnili plan działań w południowej Francji. Stalin zobowiązał się do przeprowadzenia ofensywy przez wschodnią Europę i przyłączenia się do wojny z Japonią, kiedy Niemcy zostaną pokonane. Churchill chciał utworzenia II frontu w Grecji, ale sprzeciwił się temu Stalin, którego poparł Roosevelt. Ostatecznie premier Wielkiej Brytanii ustąpił i na miejsce utworzenie II frontu wytypowano północną Francję.
Operacji nadano kryptonim Overlord. Koordynację nad strukturą planu objął generał Frederick Morgan wraz z zespołem COSSAC (Chief of Staff for the Supreme Allied Commander).

### Alianci
4 stycznia 1944 roku Eisenhower przybył do Londynu wraz z zastępcą Arthurem Tedderem, przejmując tym samym dowództwo nad całością operacji. Kierownictwo nad flotą wojenną objął brytyjski admirał Bertram Ramsay, dowództwo nad siłami lądowymi – generał Bernard Law Montgomery. Siły powietrzne oddano pod dowództwo marsz. Trafforda Leigh-Mallory’ego, a zaopatrzenie – generała Johna Lee. 8 kwietnia Eisenhower poinformował przedstawicieli ZSRR, że lądowanie w Normandii nastąpi około 2–3 dni przed lub po 1 czerwca.
Od wczesnych miesięcy 1944 roku w Wielkiej Brytanii szkoleni byli żołnierze wielu krajów, głównie Brytyjczycy i Amerykanie, ale również Kanadyjczycy, Nowozelandczycy, Francuzi, Belgowie, Norwegowie, Polacy, Czesi i Duńczycy. Wszyscy w tym samym celu – aby „wziąć udział w operacji wymierzonej w serce Niemiec i zniszczeniu niemieckich sił zbrojnych” (słowa prezydenta Roosevelta).

#### Przygotowania aliantów

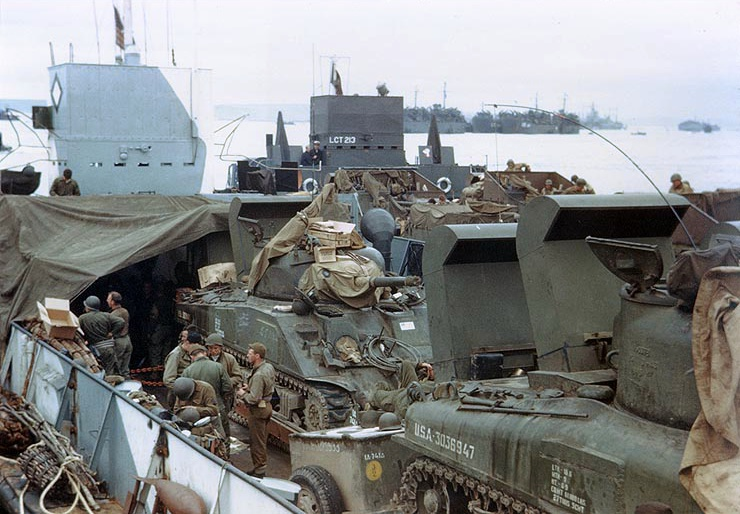
Załadunek czołgów Sherman

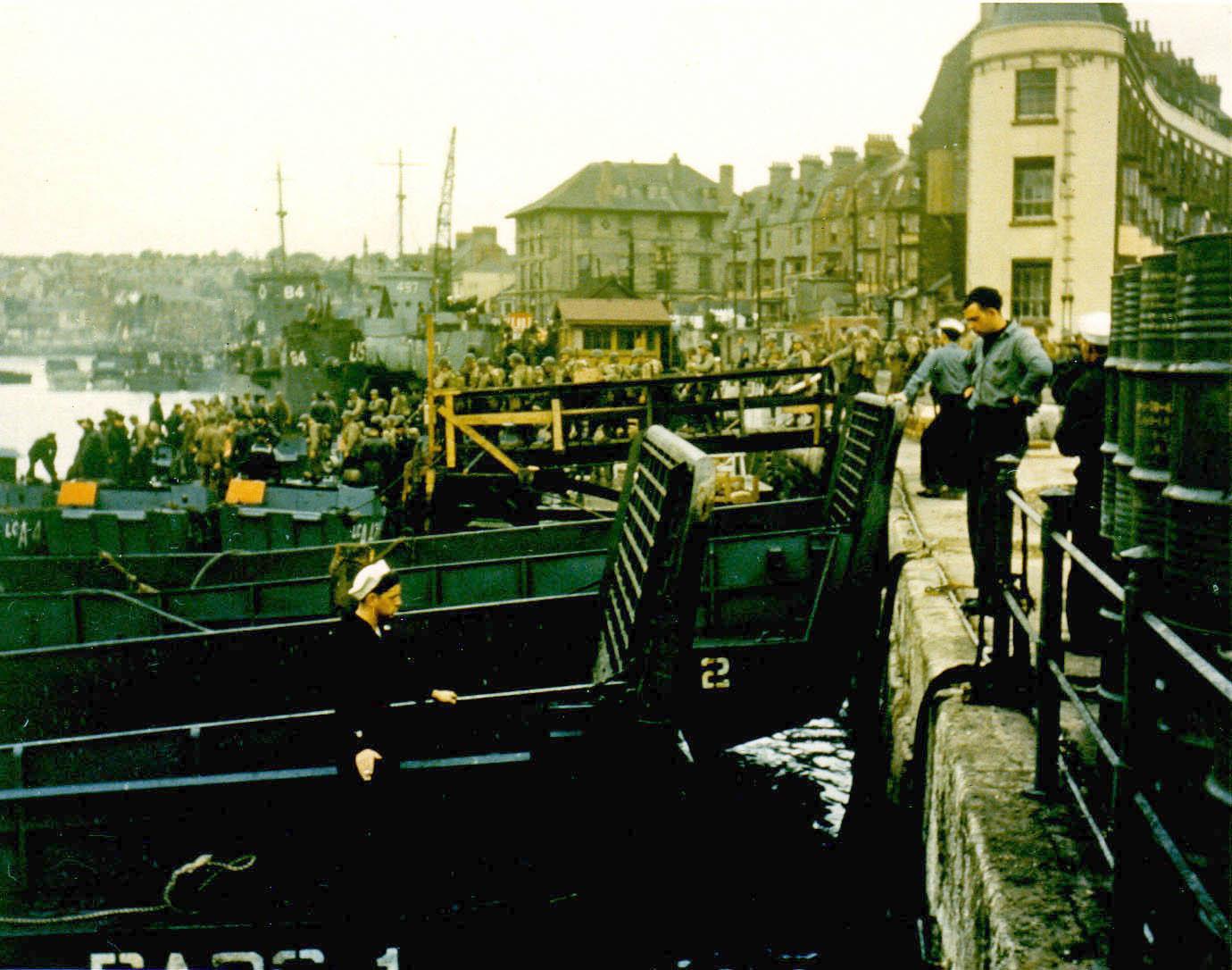
Okrętowanie oddziałów amerykańskich na barki desantowe

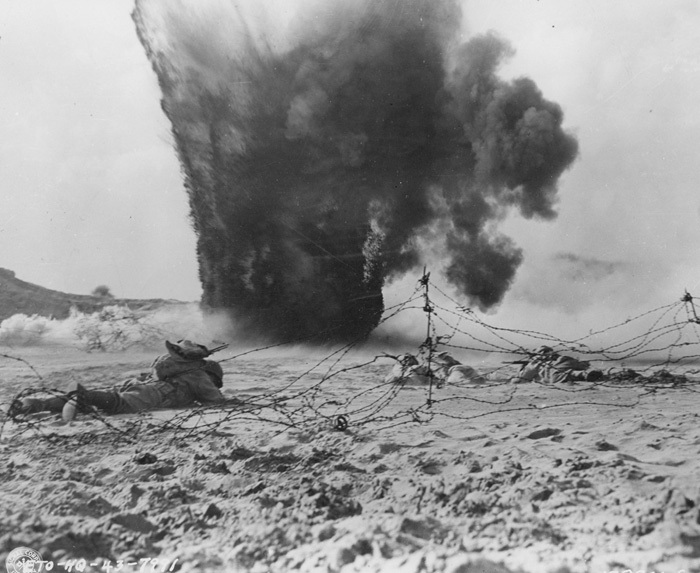
Ćwiczenia z użyciem ostrej amunicji

W ramach przygotowań rozpoczęto w kwietniu 1942 roku operację Bolero – długofalowy proces przerzucania sił Stanów Zjednoczonych do Wielkiej Brytanii w postaci sprzętu i żołnierzy. W sumie przewieziono na Wyspy Brytyjskie około 1,5 mln żołnierzy, jak również materiały potrzebne do ich zakwaterowania, wyżywienia, uzbrojenia i umundurowania.
Pojawiły się problemy, np. z utrzymaniem takiej liczby żołnierzy na małym terenie (składano prowizoryczne baraki z falowanej blachy, w których znajdowały się piętrowe łóżka). Kolejny problem to wyżywienie wielotysięcznej armii w pierwszych tygodniach operacji. W tym celu – u wybrzeży Anglii – wybudowano dwa „pływające porty”, które – po desancie – przeholowano do brzegów Normandii. Każdy z tych dryfujących portów mógł obsłużyć tyle statków, co angielski port Dover – dawało to możliwość zaopatrzenia ludzi w żywność, pojazdów w paliwo. Stworzono również PLUTO (Pipe Line Under the Ocean), czyli podwodny rurociąg, który miał zapewnić nieprzerwane dostawy ropy naftowej. Przed lądowaniem przeprowadzono ćwiczenia pod kryptonimem Tiger.
Siły amerykańskie:
- 1 Dywizja Piechoty (1st Infantry Division) → plaża Omaha
- 4 Dywizja Piechoty (4th Infantry Division) → plaża Utah
- 29 Dywizja Piechoty (29th Infantry Division) → plaża Omaha
- 90 Dywizja Piechoty (90th Infantry Division) → plaża Utah
- 82 Dywizja Powietrznodesantowa (82nd Airborne Division) → plaża Utah
- 101 Dywizja Powietrznodesantowa (101st Airborne Division) → plaża Utah
- 2 Batalion Rangers (2nd Ranger Battalion) → plaża Omaha
- 5 Batalion Rangers (5th Ranger Batallion) → plaża Omaha

Siły brytyjskie:
- 3 Dywizja Piechoty (3rd Infantry Division) → plaża Sword
- 6 Dywizja Powietrznodesantowa (6th Airborne Division) → plaża Sword
- 50 Dywizja Piechoty (50th Infantry Division) → Plaża Gold

Siły kanadyjskie:
- 3 Kanadyjska Dywizja Piechoty (3rd Canadian Infantry Division) → Plaża Juno

#### Siły aliantów
Żołnierze amerykańscy, ich pojazdy i uzbrojenie były dostarczane do Wielkiej Brytanii – drogą morską przez Atlantyk – przez ponad dwa lata, ta operacja zaopatrzeniowa nosiła nazwę Bolero. Wyobrażenie dostarczonych sił obrazują liczby:
- 16 800 samolotów, w tym:
  - 11 000 myśliwców i bombowców,
  - 2300 samolotów transportowych,
  - oraz 3500 szybowców.
- flotę stanowiło 4300 jednostek:
  - 1200 okrętów zdolnych do walki z nieprzyjacielem,
  - 1600 okrętów transportowych,
  - 4000 łodzi desantowych.
- ok. 200 000 żołnierzy (37 dywizji).

Łączny stan liczbowy alianckich sił ekspedycyjnych wynosił około 2,88 mln żołnierzy.

### Niemcy

#### Przygotowania niemieckie

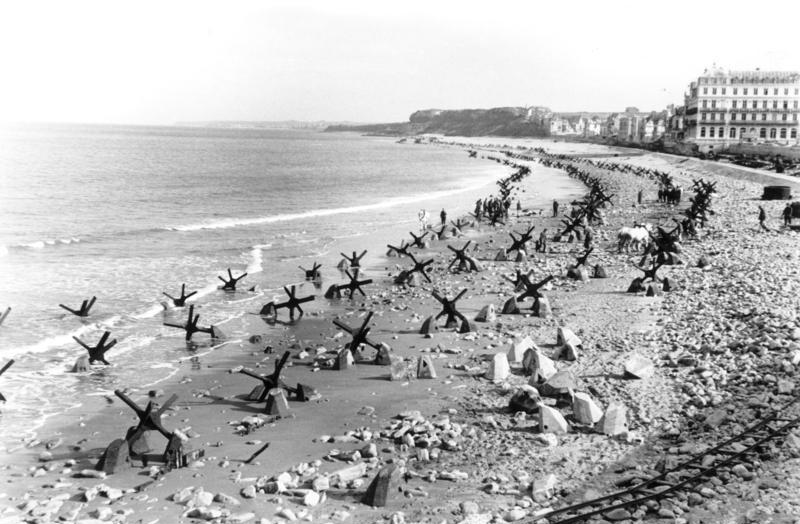
Umocnienia i przeszkody na plażach, kwiecień 1944 r.

Niemcy spodziewali się inwazji na Zachodzie od dłuższego czasu. Mieli czas, aby przygotować liczne przeszkody w celu utrudnienia aliantom ewentualnego desantu. Zgodnie z planami Hitlera obszary nadmorskie podbitej Francji oraz Holandii miały stać się zaporą nie do pokonania. Hitler chciał wybudować wzdłuż zachodnich wybrzeży Europy tzw. Wał Atlantycki, czyli linię bunkrów, baterii artyleryjskich, pól minowych, różnego rodzaju przeszkód utrudniających lądowanie barek desantowych na plażach i szparagów Rommla mających niszczyć lądujące szybowce, rozciągających się od granicy z Hiszpanią do północnych wybrzeży Norwegii, jednak feldmarsz. Erwin Rommel, który przybył specjalnie z Afryki, był temu przeciwny. Usytuowanie schronów, jego zdaniem, było narażeniem ich na bezpośredni ostrzał z okrętów, w związku z czym ten plan nie został do końca zrealizowany.

#### Siły niemieckie
Dowódcą wojsk niemieckich w 1944 roku we Francji był Gerd von Rundstedt. Wojska niemieckie na Zachodzie były podzielone na dwie grupy armii:
- Grupa Armii B: w skład grupy wchodziły 7. i 15. armia oraz 88. samodzielny korpus; grupa ta stacjonowała w północnej Francji, a także w Belgii i Holandii. Grupą tą dowodził gen. Erwin Rommel,
- Grupa Armii G: w skład wchodziły 1. i 19. armia, stacjonowała na południe od ujścia Loary (południe Francji). Grupą tą dowodził generał Johannes Blaskowitz.

Niemcy w rejonie lądowania mogli przeciwstawić aliantom 45 dywizji, ustępujących uzbrojeniem i środkami transportu. Lotnictwo niemieckie w Europie Zachodniej (tak zwana 3 Flota Powietrzna) liczyło około 500 samolotów. Niemcy ustępowali sprzymierzonym dwukrotnie pod względem liczebności wojsk i siły uzbrojenia, jak również liczby samolotów – blisko dwudziestokrotnie.

## Dezinformacja
Aby możliwe było utrzymanie tak wielu jednostek, wyposażenia i ludzi niewidocznymi dla niemieckich szpiegów, wiele południowych miasteczek i wsi zostało zamkniętych. Pomimo tego, niemieckie służby wywiadowcze zdobyły sporo informacji o operacji, były to jednak głównie mało znaczące komunikaty, z których Niemcy wydobyli kilka istotnych danych. Nie znali oni jednak ani miejsca, ani daty lądowania.
Aby maksymalnie zmniejszyć straty w ludziach i sprzęcie, w ogromnej tajemnicy przygotowano na niespotykaną dotychczas skalę operację dezinformacyjną, która miała osłonić lądowanie w Normandii. Powołano do tego celu w 1943 r. w Londynie – FUSAG (First US Army Group – nazwa kodowa Quicksilver), której celem było przygotowanie planów inwazji na kontynent europejski.

### Bodyguard
Plan wypracowany w lipcu 1943 pod nazwą Jael, w grudniu zmienił nazwę – otrzymał kryptonim Bodyguard. Nazwa operacji zaczerpnięta została z przemówienia Churchilla, który powiedział: 

W czasie wojny prawda jest tak cenna, że zawsze powinien jej towarzyszyć ochroniarz kłamstw (ang. In wartime, truth is so precious that she should always be attended by a bodyguard of lies)

25 stycznia 1944 r. aliancki Komitet Połączonych Szefów Sztabów przyjął plan do realizacji. Całość planu została podzielona na kilka części, których celem była dezinformacja:
- sześć operacji pozoracyjnych o charakterze militarnym,
- dwie dezinformacyjne akcje dyplomatyczne,
- jedna akcja aktorska.

Nazwy operacji to: Ferdinand, Fortitude North & South, Graffham, Ironside, Royal Flush, Zeppelin i Copperhead. Były wymierzone w Rzym, centralną Norwegię i Szwecję, francuskie Calais, Boulogne i Bordeaux, Hiszpanię, Turcję, wybrzeża Rumunii, Krety, zachodnie wybrzeże Grecji i Albanii oraz Marsylię.
Celem Bodyguard było danie Niemcom do zrozumienia, że inwazja na kontynent nastąpi w rejonie Calais, gdzie kanał La Manche jest najwęższy – chodziło tutaj o skoncentrowanie w rejonie odległym od miejsca inwazji wojsk niemieckich oraz aby Niemcy nie zdążyli przerzucić swych sił na wybrzeże w pierwszych dniach inwazji, a także aby przekonać Niemców, że lądowanie w Normandii to tylko preludium do dużo większej operacji wojskowej, która miała mieć miejsce później. Aby uznać Bodyguard za sukces, koniecznym było przekonanie Hitlera, że:
1. Inwazja wojsk brytyjskich, amerykańskich oraz sowieckich rozpocznie się ofensywą przez Norwegię na jesień 1944,
2. Alianci będą utrzymywali koncepcję z roku 1943: przełamania linii Gustawa i przebicia się do Grecji oraz na Bałkany,
3. Jeżeli inwazja na Francję będzie miała się rozpocząć, to nie wcześniej niż w lipcu 1944 na terenie Pas-de-Calais,
4. Jeżeli wylądują na plażach jakieś siły sprzymierzonych, to ich celem będzie tylko odciągnięcie uwagi Niemców od głównego celu inwazji.

#### Operacja Fortitude
Jej celem było zasugerowanie Hitlerowi, że lądowanie głównych sił aliantów – latem 1944 roku – odbędzie się w regionie Calais, natomiast sam desant w Normandii jest tylko uboczną akcją dywersyjną. Operacja Fortitude została podzielona na trzy części:
1. Fortitude North – zagrożenie Norwegii inwazją i atak na jednostki niemieckie przez Danię,
2. Fortitude South – fikcyjne wysiłki związane z inwazją skierowaną na wybrzeża Belgii i północną część Francji (okolice Dover),
3. Fortitude South – „oszustwo w eterze”; komunikaty nadawane przez radiostacje, których celem było przekonanie Niemiec, że operacja Neptune poprzedza tylko główną inwazję.

#### Operacja Graffham
Operacja Fortitude North nie mogła się obejść bez odpowiedniego wsparcia dyplomatycznego – to zapewnić miała operacja Graffham, przez wzbudzenie w rządzie Szwecji podejrzeń, że alianci szykują się do inwazji na Norwegię i sprowokowanie Szwedów do podzielenia się tym przeświadczeniem z Niemcami.

#### Operacja Zeppelin
Odpowiednikiem Fortitude North na Bliskim Wschodzie była operacja Zeppelin, która miała pozorować przygotowania aliantów do zaatakowania w połowie 1944 r. Krety, wysp Morza Egejskiego, Grecji, Wybrzeża dalmatyńskiego oraz Bułgarii. Głównym celem było zatrzymanie maksimum dywizji niemieckich na Bałkanach oraz przekonanie dowództwa niemieckiego, że siły alianckie w rejonie Morza Śródziemnego są znacznie silniejsze niż były w rzeczywistości.

## Planowanie strategiczne

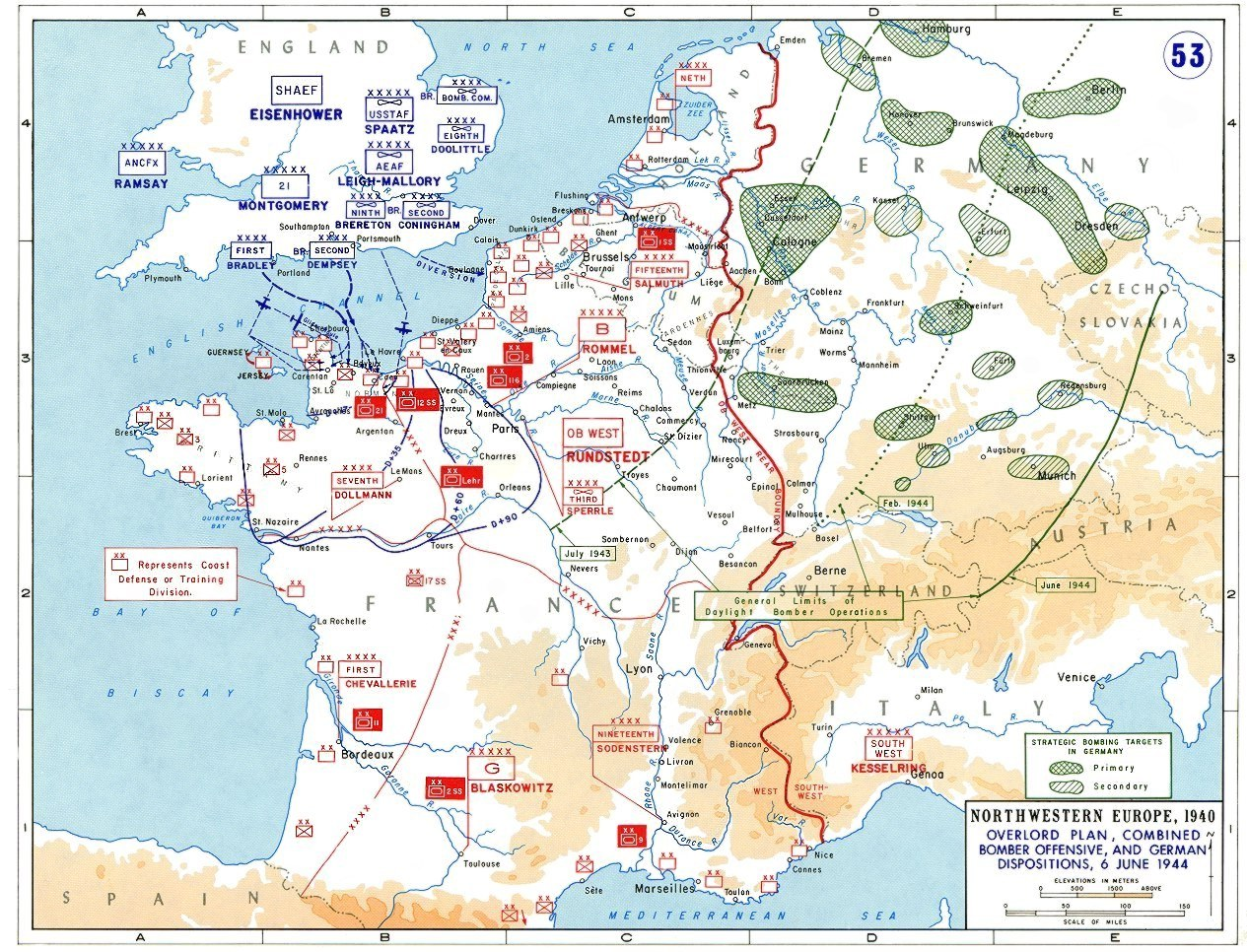
Plan alianckiej inwazji i rozmieszczenie wojsk niemieckich 6 czerwca 1944

Plaże desantowe

Od 1942 roku wywiad brytyjski – British Intelligence – zbierał każdy rodzaj informacji przydatny do określenia najbardziej odpowiedniego miejsca lądowania wojsk sprzymierzonych. Priorytetem było, aby miejsce lądowania znajdowało się w zasięgu możliwej do stworzenia osłony z powietrza – samolotów startujących z terenów południowej Anglii.
Wybrano plaże Normandii. Najkrótszą drogą było Pas-de-Calais, położone zaledwie 30 km od wybrzeża Anglii, które mogło zapewnić aliantom najkrótsze linie zaopatrzenia. Oczywiste dla jednych, było takie samo dla drugiej strony: Niemcy, pod dowództwem feldmrasz. von Rundstedta, rozpoczęli koncentrację swoich jednostek w tym rejonie.
Alianci byli zgodni: pięć długich plaż (ciągnących się na dystansie 40 km) to dogodne miejsce do lądowania wojsk. Zarządzono atak pierwszych pięciu dywizji, w ciągu następnych 24 godziny – lądowanie czterech następnych. Amerykanie mieli  przeprowadzić desant na plaże określone kryptonimami: „Omaha” oraz „Utah”, Brytyjczycy wraz z Kanadyjczykami – na „Sword”, „Juno” i „Gold”.
Opracowujący plan desantu sił sprzymierzonych Bernard Law Montgomery zdał sobie sprawę, że lądujące wojska powinny mieć osłonięte flanki z obu stron – zapadła decyzja, aby w nocy (gdyż lądowanie miało odbyć się o wschodzie słońca) zrzucić żołnierzy jednostek spadochronowych celem zabezpieczenia tych pozycji. Brytyjska 6 Dywizja Powietrznodesantowa miała być zrzucona na wschodnią flankę, zaś amerykańskie 101 i 82 Dywizja Powietrznodesantowa – na zachodnią.
Pozostałe 11 dywizji miało wylądować w kolejnych dwóch tygodniach, z użyciem „pływających portów”, przeholowanych przez kanał. Od momentu opanowania plaż, siły złożone z prawie stu dywizji miały zostać połączone i rzucone do końcowego ataku na Niemcy.
Dopiero 8 maja ustalono dokładną datę lądowania – aby operacja się powiodła potrzebna była pełnia księżyca. Jedyną datą równocześnie: pełni, przypływu i prognozowanego pomyślnego wiatru był dzień 6 czerwca. Godzina rozpoczęcia desantu – oznaczona kryptonimem H – została zsynchronizowana z odpływem i ustalona na 6:30 dla zachodniego sektora inwazyjnego oraz na 7:30 dla wschodniego. Ostateczne potwierdzenie uderzenia zostawiono jednak na godziny bezpośrednio poprzedzające inwazję. W pierwotnym planie lądowanie miało się rozpocząć rankiem 5 czerwca, co w późniejszym czasie zmodyfikowano ze względu na złe warunki atmosferyczne.

## D-Day

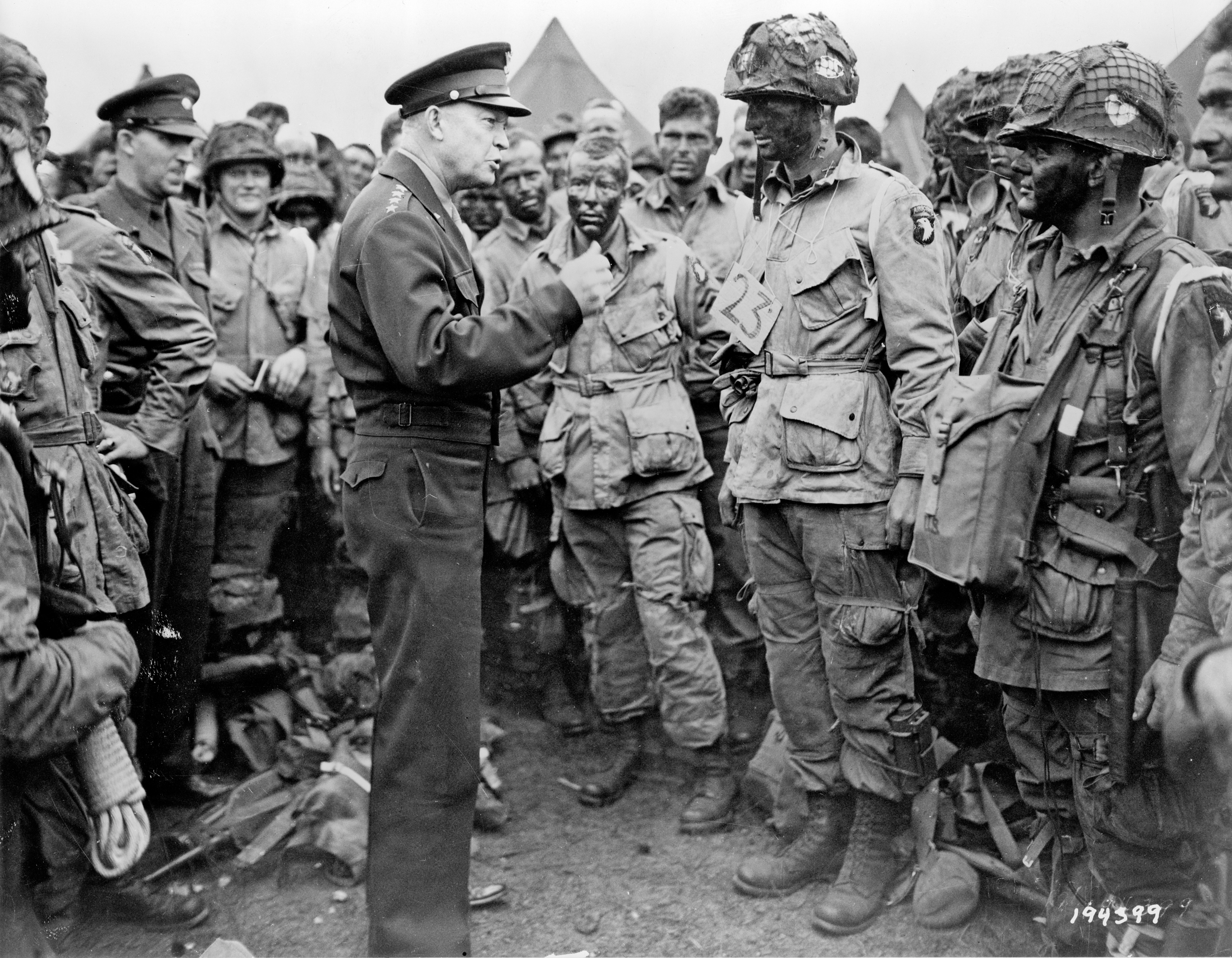
Gen. Dwight Eisenhower rozmawia z amerykańskimi spadochroniarzami z 502 Pułku Piechoty Spadochronowej, 101 Dywizji Powietrznodesantowej przed wylotem, 5 czerwca 1944 r.

Lądowanie wojsk sił alianckich poprzedzono silnym bombardowaniem północnego wybrzeża Francji, Belgii i Holandii. W tej akcji wzięło udział około 5500 bombowców, 5000 myśliwców, oraz samoloty transportowe i szybowce. Szacuje się, że na pozycje niemieckie zrzucono prawie 9400 ton bomb.

### Lądowanie wojsk powietrznodesantowych
Jako pierwsza wylądowała brytyjska 6 Dywizja Powietrznodesantowa, która lądując na wschodnim skrzydle zajęła i utrzymała mosty na przeprawach oraz na kanale Caen, a także uszkodziła mosty na rzece Dives (celem osłony skrzydła) oraz zaatakowała dużą baterię artylerii w Merville.
Desant amerykańskich 101 i 82 Dywizji Powietrznodesantowej rozpoczął się 6 czerwca tuż po północy, za plażą Utah na zachodnim skrzydle. Celem 101 Dywizji było zdobycie wylotów szos na groblach w rejonie, gdzie teren był podmokły. Zadaniem 82-giej był desant w głębi lądu i zabezpieczenie flanki przed odwetem niemieckim – oczyszczenie pola po obu stronach Merderet, między Sainte-Mère-Église a Pont-l’Abbé.
Problemem był brak doświadczenia u pilotów, którzy siedzieli za sterami samolotów transportujących spadochroniarzy. Spowodowało to bardzo duże rozproszenie żołnierzy (101 Dywizja po wylądowaniu liczyła około 1100 żołnierzy, a powinna 6600), wielu z nich dostało się pod bezpośredni ostrzał, zginęli w ostrzale przy lądowaniu lub zabłądzili w nieznanym terenie. Pomimo tego faktu, wszystkie postawione przed spadochroniarzami cele zostały osiągnięte i utrzymane aż do nadejścia posiłków z plaż.

### Desant wojsk lądowych

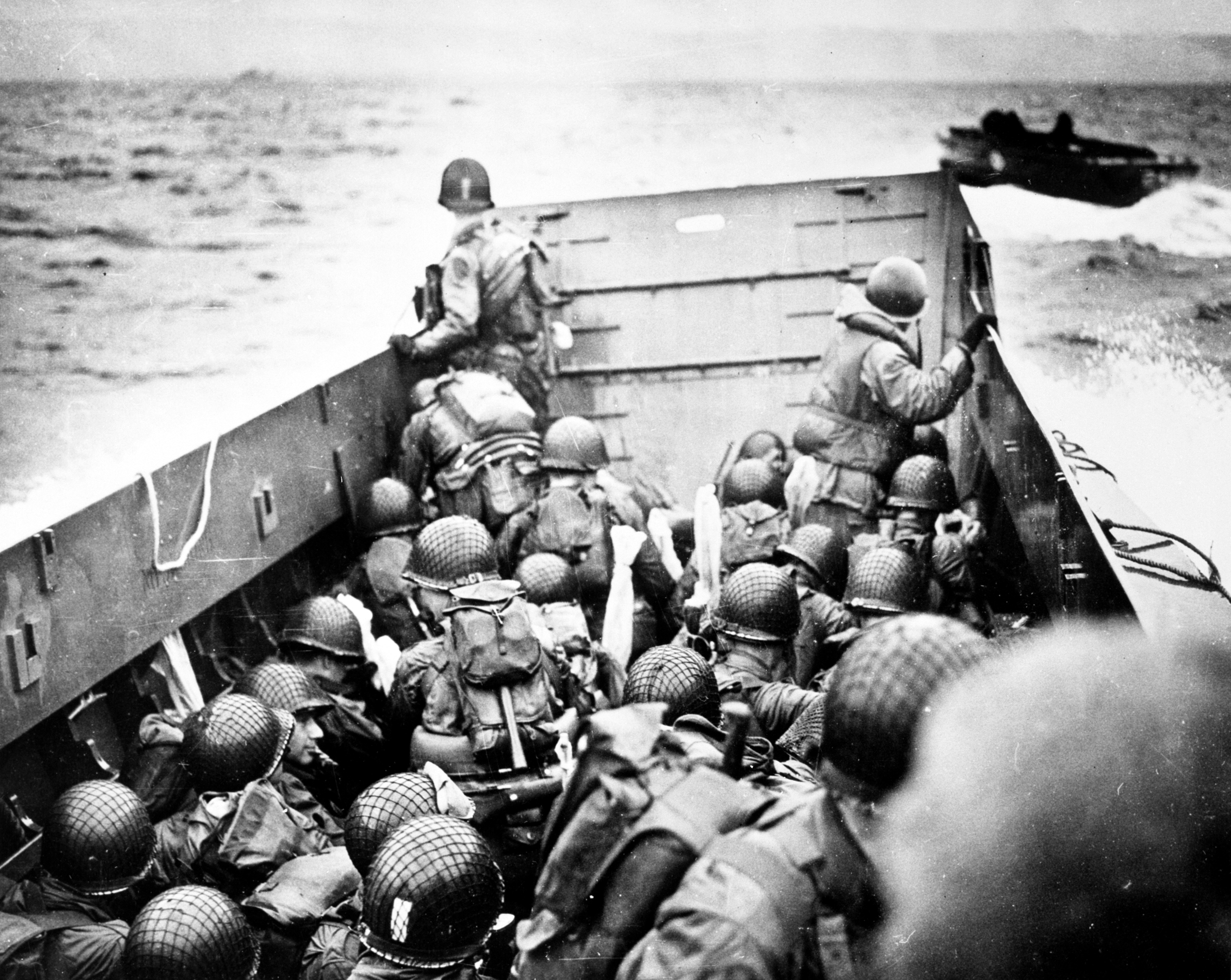
Barka desantowa w drodze na plażę

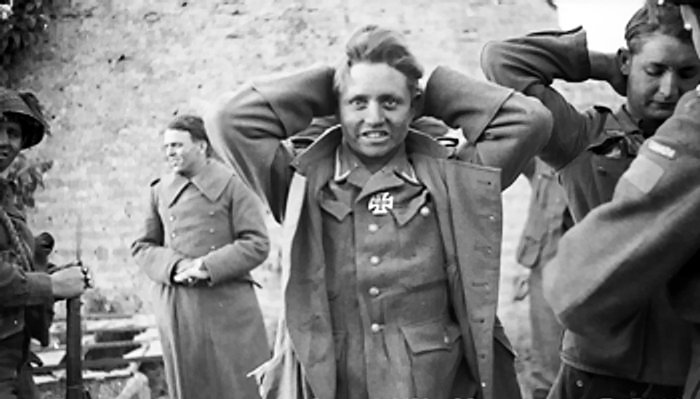
Niemieccy jeńcy wzięci do niewoli przez oddziały kanadyjskie

Jako pierwszy rozpoczął się desant na plaży Utah, najbardziej na zachód wysuniętym odcinku lądowania i napotkał najmniejszy opór. Straty wynosiły 127 ludzi z ogólnej liczby 23 tys., którzy wylądowali na brzegu tej plaży w D-Day. Amerykańska 4 Dywizja Piechoty mogła się stosunkowo łatwo posuwać w głąb lądu i połączyć ze spadochroniarzami, którzy zabezpieczyli większość wyjść z plaż.
Zupełnie inaczej wyglądało lądowanie na plaży Omaha, które okazało się najkrwawszym ze wszystkich desantów. Amerykańska 1 i 29 Dywizja Piechoty miały za przeciwnika niemiecką 352 Dywizję Piechoty, jedną z najlepiej wyszkolonych wśród wojsk broniących Normandii. Omaha była także najlepiej ufortyfikowaną plażą, a ostrzeliwanie i bombardowanie schronów okazało się niecelne. Straty wynosiły około 1 tys. zabitych, głównie w ciągu kilku pierwszych godzin. Dowództwo zamierzało opuścić przyczółek na plaży, ale ocaleni żołnierze przegrupowali się i rozpoczęli natarcie w głąb lądu.
Brytyjczycy lądujący na plaży Gold także ponieśli duże straty, głównie dlatego, że pływające czołgi Shermany DD zostały wysadzone na brzeg zbyt późno. Ponadto Niemcy bardzo silnie ufortyfikowali wioskę znajdującą się na wybrzeżu. 50 Dywizji Górskiej udało się jednak pokonać przeszkody, a następnie przejść przez przedmieścia Bayeux. Jednocześnie 47 Commando Royal Marines zajęło Port-en-Bessin-Huppain atakiem od strony lądu.
Kanadyjskie oddziały, które wylądowały na plaży Juno, musiały się zmierzyć z bateriami artyleryjskimi, gniazdami karabinów maszynowych, bunkrami i innymi umocnieniami oraz falochronem dwa razy wyższym niż ten na plaży Omaha. Pierwszy rzut stracił 50% swojego stanu osobowego – były to jedne z największych strat poniesiony przez alianckie jednostki podczas D-Day. Pomimo tego, w ciągu kilku godzin Kanadyjczycy zabezpieczyli przyczółki na plaży i zaczęli posuwać się w głąb lądu.
Na plaży Sword piechota brytyjska dostała się na brzeg przy minimalnych stratach własnych. W ciągu dnia udało się jej wedrzeć w głąb lądu na odległość 8 km, ale nie powiodło się zdobycie kilku celów, w szczególności Caen, które pozostało w rękach niemieckich do połowy lipca.
W D-Day miał miejsce także mały desant 2. batalionu Rangers na Pointe du Hoc w celu przechwycenia niemieckiej baterii artyleryjskiej złożonej ze zdobycznych francuskich dział 155mm, który zakończył się powodzeniem, pomimo ciężkich strat własnych.

## Dalszy przebieg kampanii

### Cherbourg

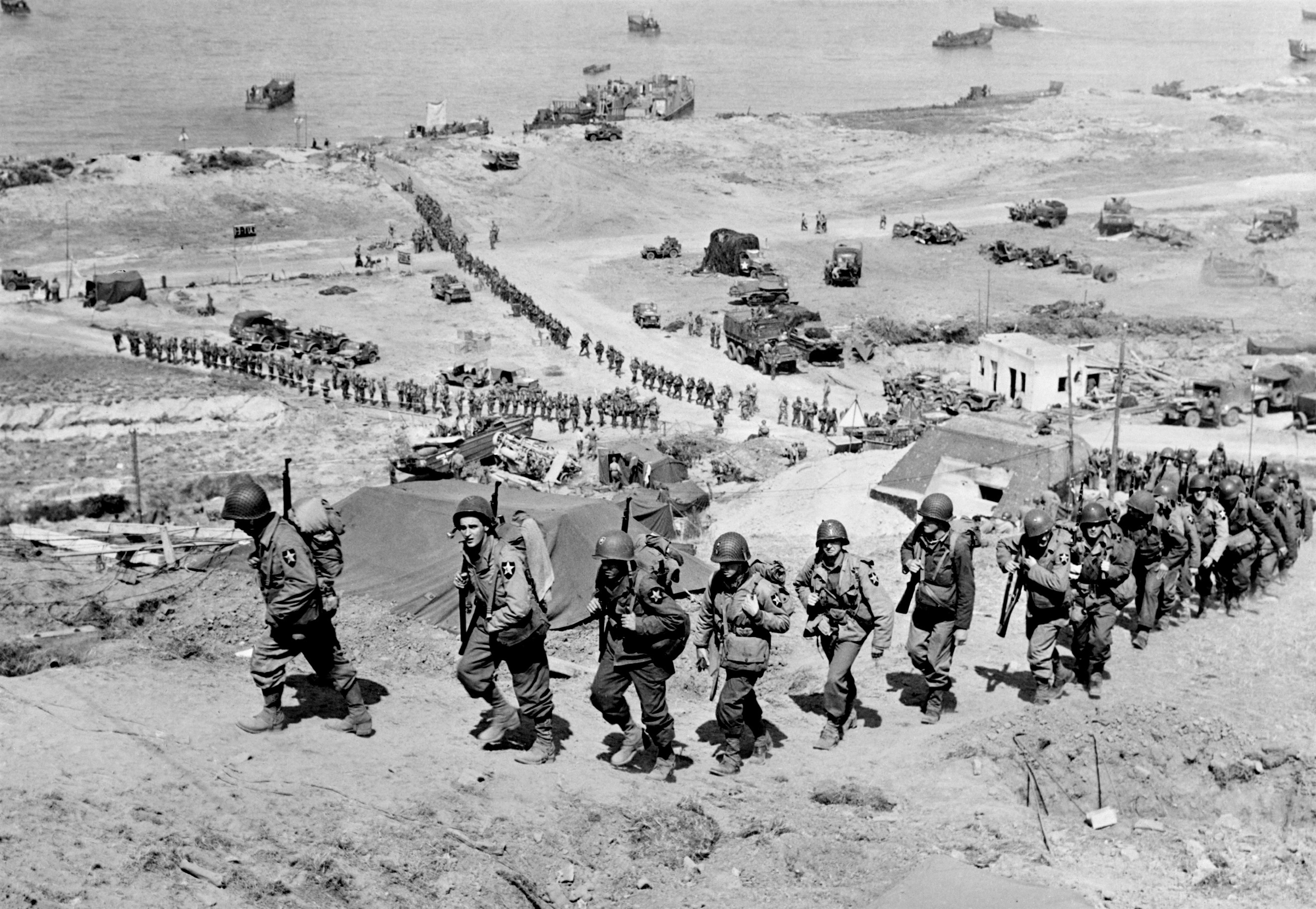
Żołnierze amerykańskiej 2 Dywizji Piechoty schodzą z plaży Omaha i maszerują w głąb lądu, 7 czerwca 1944 r.

W zachodniej części przyczółka w Normandii wojska amerykańskie miały zająć półwysep Cotentin, zwłaszcza Cherbourg, który zapewniłby aliantom dostęp do pełnomorskiego portu. Teren za plażami Utah i Omaha charakteryzował się występowaniem bocage, kolczastych żywopłotów na nasypach o wysokości od 0,91 do 1,2 m z rowem po obu stronach. Wiele obszarów było dodatkowo chronionych przez rowy strzeleckie i stanowiska karabinów maszynowych. Większość dróg była zbyt wąska dla czołgów. Niemcy zalali pola za plażą Utah wodą morską do 3,2 km od wybrzeża. Siły niemieckie na półwyspie obejmowały 91, 243 i 709 Dywizję Piechoty. Trzeciego dnia po inwazji dowódcy alianccy zdali sobie sprawę, że Cherbourg nie zostanie szybko zajęty i postanowili odciąć półwysep, aby zapobiec dalszemu wzmocnieniu sił niemieckich przez nadchodzące posiłki. Po nieudanych atakach debiutującej na polu walki 90 Dywizji Piechoty, gen. Joseph Lawton Collins, dowódca VII Korpusu, przydzielił do tego zadania doświadczoną 9 Dywizję Piechoty. Amerykanie dotarli do zachodniego wybrzeża Cotentin 17 czerwca, odcinając Cherbourg. 9 Dywizja, do której dołączyły amerykańska 4 Dywizja Piechoty i brytyjska 79 Dywizja Piechoty, przejęła kontrolę nad półwyspem w zaciekłych walkach trwających od 19 czerwca; Cherbourg został zdobyty 26 czerwca. Do tego czasu Niemcy zniszczyli obiekty portowe, które zostały przywrócone do pełnej sprawności dopiero we wrześniu.

### Caen
Walki w rejonie Caen toczone przez brytyjską 2 Armię gen. Milesa Dempseya przeciwko 21 Dywizji Pancernej SS, 12 Dywizji Pancernej SS „Hitlerjugend” i innym niemieckim jednostkom pancernych i zmechanizowanym szybko osiągnęły impas. Podczas operacji Perch XXX Korpus próbował ruszyć na południe w kierunku Mont Pinçon, ale wkrótce porzucił bezpośredni atak na rzecz ataku okrążającego w celu otoczenia Caen. Korpus wykonał ruch flankujący z Tilly-sur-Seulles w kierunku Villers-Bocage częścią 7 Dywizji Pancernej, podczas gdy I Korpus próbował obejść Caen od wschodu. Atak I Korpusu został szybko zatrzymany, lecz XXX Korpus na krótko zdobył Villers-Bocage. Awangarda sił brytyjskich została zaatakowana, rozpoczynając całodniową bitwę o Villers-Bocage. Brytyjczycy zostali zmuszeni do wycofania się do Tilly-sur-Seulles. Po opóźnieniach z powodu sztormów na kanale La Manche w dniach 17–23 czerwca, 26 czerwca rozpoczęła się operacja Epsom, próba VIII Korpusu mająca na celu obrócić się i zaatakować Caen z południowego zachodu oraz ustanowić przyczółek na południe od rzeki Odon. Mimo że operacja nie doprowadziła do zajęcia Caen, Niemcy ponieśli wiele strat w czołgach po zaangażowaniu wszystkich dostępnych jednostek pancernych do operacji. Rundstedt został zwolniony 1 lipca i zastąpiony jako dowódca OB West przez feldmarsz. Günthera von Kluge po tym, jak ośmielił się zauważyć, że kampania została przegrana. Północne przedmieścia Caen zostały zbombardowane wieczorem 7 lipca, a następnie zajęte w operacji Charnwood w dniach 8–9 lipca. Operacja Atlantic i operacja Goodwood wyzwoliły resztę obszaru Caen i wzniesienia na południe od miasta od 18 do 21 lipca, w tym czasie miasto zostało prawie całkowicie zniszczone. W trakcie trwania walk Hitler przeżył próbę zamachu 20 lipca, która miała miejsce w Wilczym Szańcu.

### Wyjście z przyczółków na plażach

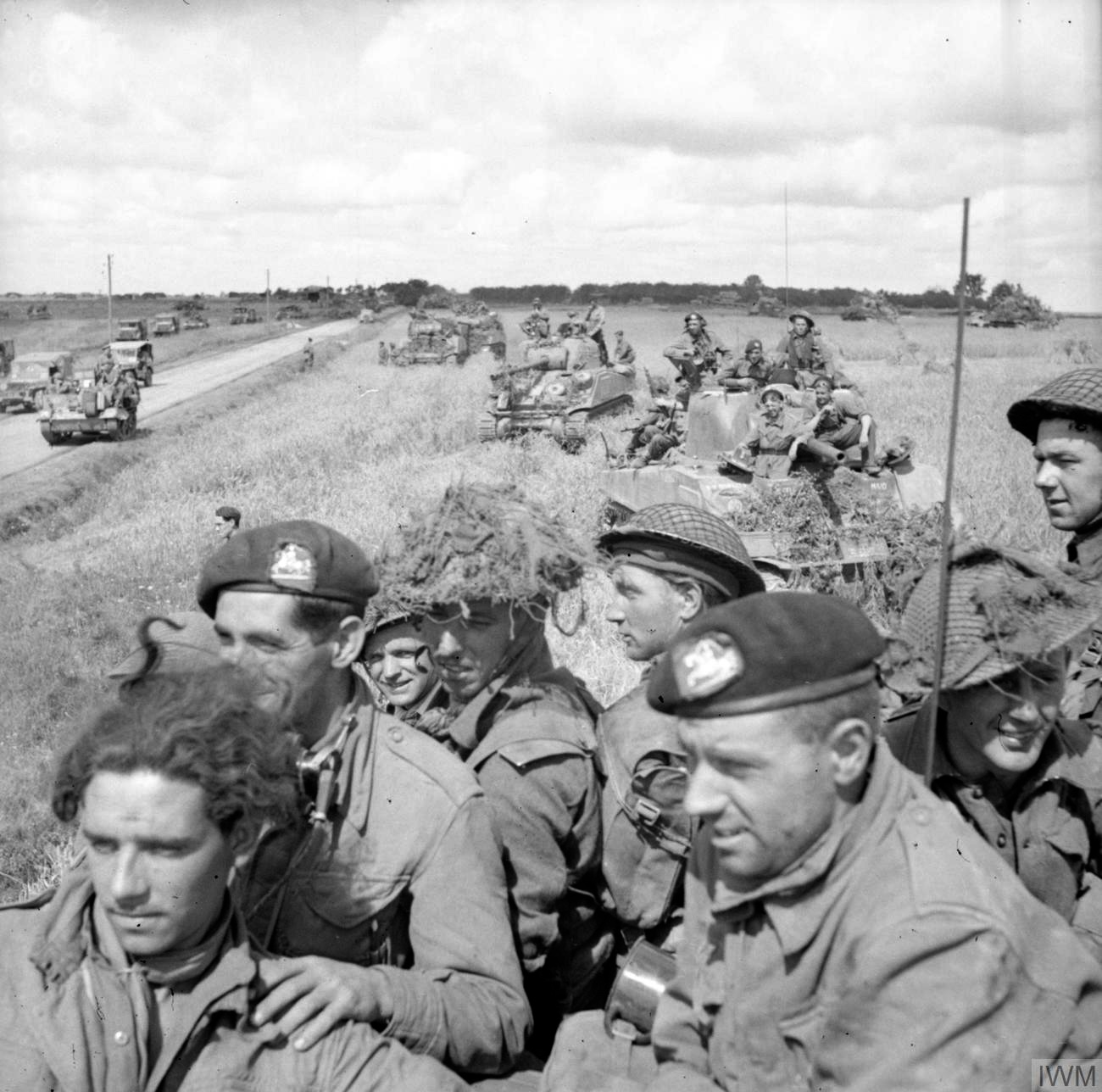
Brytyjska piechota na czołgach M4 Sherman zmierza w stronę Avranches, 21 sierpnia 1944 r.

Po zabezpieczeniu obszarów na półwyspie Cotentin na południe aż do Saint-Lô, amerykańska 1 armia rozpoczęła operację Cobra 25 lipca i ruszyła dalej na południe w stronę Avranches, gdzie dotarła 1 sierpnia. Brytyjczycy rozpoczęli 30 lipca operację Bluecoat, aby zabezpieczyć Vire i wysoki szczyt Mont Pinçon oraz odwrócić uwagę wroga od operacji Cobra. Amerykańska 3 Armia gen. George’a Pattona, powołana do życia 1 sierpnia, szybko zajęła większość obszaru Bretanii i tereny aż na południe od Loary, podczas gdy 1 Armia utrzymywała presję na wschód w kierunku Le Mans, aby chronić swoją flankę. Do 3 sierpnia Patton i jego 3 Armia byli w stanie pozostawić niewielką część sił w Bretanii i skierować się na wschód w kierunku głównej koncentracji sił niemieckich na południe od Caen. Wbrew sprzeciwom Kluge'ego 4 sierpnia Hitler zarządził kontrofensywę (operacja Lüttich) w rejonie Mortain.
Podczas gdy II Korpus Kanadyjski uderzał na południe z Caen w kierunku Falaise w ramach operacji Totalize 8 sierpnia, Bradley i Montgomery zdali sobie sprawę, że istnieje możliwość okrążenia większości sił niemieckich w Falaise. 3 Armia kontynuowała okrążanie od południa, zdobywając Alençon 11 sierpnia. Chociaż Hitler nalegał aż do 14 sierpnia, aby siły niemieckie kontratakowały, Kluge i jego oficerowie zaczęli planować odwrót na wschód. Wojska Wehrmachtu były poważnie krępowane przez naleganie Hitlera na podejmowanie wszystkich ważnych decyzji samodzielnie, co pozostawiało jego siły bez rozkazów na okres do 24 godzin, podczas gdy informacje były przesyłane tam i z powrotem do rezydencji führera w Obersalzbergu. Wieczorem 12 sierpnia Patton zapytał Bradleya, czy jego siły powinny kontynuować uderzenie na północ, aby zamknąć pierścień okrążenia. Bradley odmówił, ponieważ Montgomery już wyznaczył 1 Armię Kanadyjską, aby zajęła ten teren od północy. Kanadyjczycy napotkali silny opór, lecz zdobyli Falaise 16 sierpnia. Kocioł został ostatecznie zamknięty 21 sierpnia, zatrzymując 50 tys. żołnierzy niemieckich, ale ponad jedna trzecia niemieckiej 7 Armii i resztki dziewięciu z jedenastu dywizji pancernych zdążyły uciec na wschód. Decyzje Montgomery'ego dotyczące kotła Falaise były wówczas krytykowane przez amerykańskich dowódców, zwłaszcza Pattona, chociaż Bradley był bardziej ostrożny i wierzył, że Patton nie byłby w stanie zamknąć pierścienia okrążenia. Zagadnienie to było po wojnie przedmiotem wielu dyskusji historyków amerykańskich, brytyjskich i kanadyjskich. Hitler zwolnił Kluge z jego dowództwa nad OB West 15 sierpnia i zastąpił go feldmarsz. Walterem Modelem. Kluge popełnił samobójstwo 19 sierpnia, po tym jak Hitler dowiedział się o jego udziale w spisku z 20 lipca. Inwazja na południu Francji (operacja Dragoon) rozpoczęła się 15 sierpnia.
Francuski ruch oporu w Paryżu rozpoczął powstanie przeciwko Niemcom 19 sierpnia. Eisenhower początkowo chciał ominąć miasto, aby ścigać uciekających Niemców, ale pośród doniesień, że mieszkańcy głodują, a Hitler wyraził zamiar zniszczenia Paryża, Charles de Gaulle nalegał, aby je natychmiast zająć. Siły francuskiej 2 Dywizji Pancernej pod dowództwem gen. Philippe’a Leclerca przybyły z zachodu 24 sierpnia, podczas gdy amerykańska 4 Dywizja Piechoty nacierała z południa. Bezładne walki trwały przez całą noc i do rana 25 sierpnia Paryż został wyzwolony.
Operacje w sektorach brytyjskim i kanadyjskim trwały do końca miesiąca. 25 sierpnia amerykańska 2 Dywizja Pancerna walczyła o Elbeuf, nawiązując kontakt z brytyjskimi i kanadyjskimi dywizjami pancernymi. Kanadyjska 2 Dywizja Piechoty dotarła do Forêt de la Londe rano 27 sierpnia. Obszar był silnie broniony; kanadyjskie 4 i 6 Brygada Piechoty poniosły wiele strat w ciągu trzech dni, gdy Niemcy toczyli walki opóźniające w terenie dobrze nadającym się do obrony. Obrońcy wycofali się 29 sierpnia, a następnego dnia odeszli za Sekwanę. Po południu 30 sierpnia kanadyjska 3 Dywizja Piechoty przekroczyła Sekwanę pod Elbeuf i weszła do Rouen, radośnie witana przez mieszkańców.

### Zakończenie kampanii
Eisenhower przejął dowództwo wszystkich alianckich sił lądowych 1 września. Zaniepokojony niemieckimi kontratakami i ograniczoną liczbą materiałów przybywających do Francji, postanowił kontynuować operacje na szerokim froncie zamiast próbować przełamania frontu. Połączenie sił, które wyszły z Normandii z wojskami alianckimi w południowej Francji nastąpiło 12 września w czasie pierwszego ataku na linię Zygfryda. 17 września Montgomery rozpoczął operację Market Garden, nieudaną próbę przechwycenia mostów w Holandii przez angloamerykańskie wojska powietrznodesantowe, aby umożliwić siłom lądowym przekroczenie Renu i wejście do Niemiec. Postęp Aliantów zwolnił z powodu niemieckiego oporu i braku zapasów (zwłaszcza paliwa). 16 grudnia Niemcy rozpoczęli ofensywę w Ardenach, ich ostatnią poważną ofensywę na froncie zachodnim. Seria udanych uderzeń radzieckich rozpoczęła się operacją wiślańsko-odrzańską 12 stycznia. Hitler popełnił samobójstwo 30 kwietnia, gdy żołnierze Armii Czerwonej zbliżyli się do bunkra führera w Berlinie. Niemcy poddały się na froncie zachodnim 7 maja 1945 r.

## Podsumowanie
Lądowanie w Normandii było największą inwazją morską w historii, z udziałem prawie 5 tys. jednostek desantowych i szturmowych, 289 okrętów eskortujących i 277 trałowców. Przyspieszyła wydatnie koniec wojny w Europie, odciągając duże siły niemieckie od frontu wschodniego. Otwarcie kolejnego frontu w Europie było ogromnym psychologicznym ciosem dla Wehrmachtu, który obawiał się powtórzenia walki na dwa fronty z czasów I wojny światowej. Lądowanie w Normandii zwiastowało również początek „wyścigu o Europę” pomiędzy siłami radzieckimi i wojskami aliantów zachodnich, który niektórzy historycy uważają za początek zimnej wojny.
Zwycięstwo w Normandii wynikało z kilku czynników. Niemieckie przygotowania do odparcia inwazji wzdłuż wybrzeża Atlantyku zostały tylko częściowo zrealizowane; na krótko przed D-Day Rommel podał, że budowa została ukończona tylko w 18% na niektórych obszarach, ponieważ zasoby zostały przekierowane gdzie indziej. Oszustwa podjęte podczas operacji Fortitude zakończyły się powodzeniem, skłaniając Niemców do obrony ogromnego odcinka linii brzegowej. Alianci osiągnęli i utrzymali przewagę powietrzną, co oznaczało, że Niemcy nie byli w stanie obserwować przygotowań trwających w Wielkiej Brytanii, ani ingerować w ataki bombowców. Szlaki transportowe we Francji zostały poważnie zakłócone przez bombowce alianckie i francuski ruch oporu, przez co Niemcom trudno było zdobyć posiłki i zapasy. Znaczna część alianckiego ostrzału artyleryjskiego była niecelna lub za mało skoncentrowana, aby mieć większy wpływ na przebieg działań bojowych, ale wyspecjalizowane pojazdy pancerne dobrze wypełniły swoją rolę, z wyjątkiem plaży Omaha, zapewniając wsparcie żołnierzom schodzącym na brzeg. Niezdecydowanie i zbyt skomplikowana niemiecka struktura dowodzenia również były czynnikami działającymi na sukces aliancki.

## Kalendarium kampanii
- 5/6 czerwca – lądowanie wojsk powietrznodesantowych: amerykańskiej 101 Dywizji Powietrznodesantowej (operacje Albany i Chicago) oraz 82 Dywizji Powietrznodesantowej (operacje Boston, Detroit i Elmira), a także brytyjskiej 6 Dywizji Powietrznodesantowej (operacje Tonga i Deadstick)
- 6 czerwca – D-Day (operacja Neptun)
- 11 czerwca – Adolf Hitler wydaje dyrektywę zabraniającą wojskom niemieckim jakichkolwiek działań odwrotowych
- 13 czerwca – 2 Armia Brytyjska zostaje powstrzymana w bitwie o Villers-Bocage
- 25–29 czerwca – nieudana brytyjska próba zdobycia Caen (operacja Epsom)
- 27 czerwca – VII Korpus Amerykański zdobywa Cherbourg
- 2 lipca – Hitler odwołuje von Rundstedta, dowodzenie wojskami niemieckimi na froncie zachodnim obejmuje Günther von Kluge
- 7–8 lipca – I Korpus Brytyjski wkracza do Cean (operacja Charnwood), początek ciężkich walk ulicznych o kontrolę nad miastem
- 17 lipca – feldmarsz. Erwin Rommel zostaje poważnie ranny, gdy myśliwiec Spitfire z Royal Canadian Air Force atakuje jego samochód; Grupę Armii B przejmuje von Kluge
- 18–20 lipca – Brytyjczycy i Kanadyjczycy zdobywają Caen (operacja Goodwood i Atlantic)
- 25–28 lipca – przełamanie frontu przez 1 Armię Amerykańską (operacja Cobra)
- 1 sierpnia – powołanie amerykańskiej 12 Grupy Armii Omara Bradleya
- 7–13 sierpnia – nieudany niemiecki kontratak pod Mortain (operacja Lüttich)
- 8 sierpnia – Bradley i Montgomery uzgadniają manewr otoczenia i zniszczenia wojsk niemieckich w Normandii, początek bitwy pod Falaise
- 8–11 sierpnia – II Korpus Kanadyjski przeprowadza operację Totalize, do walki wchodzi polska 1 Dywizja Pancerna
- 14–17 sierpnia – II Korpus Kanadyjski zdobywa Falaise (operacja Tractable)
- 16 sierpnia – Hitler nakazuje Grupie Armii B generalny odwrót za Sekwanę
- 18 sierpnia – von Kluge zostaje zdymisjonowany, zastępuje go Walther Model
- 19 sierpnia – 3 Armia Amerykańska gen. Pattona przekracza Sekwanę
- 19–21 sierpnia – połączenie się wojsk polskich, kanadyjskich i amerykańskich w okolicach Chambois, bitwa pod Falaise kończy się okrążeniem 50 000 Niemców
- 25 sierpnia – wyzwolenie Paryża
- 31 sierpnia – alianci wychodzą na linię Sekwany, symboliczne zakończenie operacji Overlord.